# Frédéric Brenner
Frédéric Brenner est un photographe documentaire franco-israélien, né en 1959 à Paris.
Il consacre sa vie à l’étude documentaire photographique du peuple juif sur lequel il a publié neuf livres.
Il a été lauréat du Prix Niépce en 1981.

## Biographie
Frédéric Brenner a fait des études en anthropologie sociale et culturelle à l’École des hautes études en sciences sociales.
Il commence à faire des photos en 1978, à l’âge de dix-neuf ans, en photographiant les Juifs orthodoxes du quartier de Mea Shearim à Jérusalem.
Entre 2016 et 2017, il effectue une résidence artistique au Wissenschaftskolleg zu Berlin. Ce travail est exposé au Musée Juif de Berlin en 2021.
Frédéric Brenner vit et travaille entre Jérusalem et Berlin.

## This Place
En 2006, il crée This Place, projet photographique collectif auquel adhèrent Martin Kollar, Josef Koudelka, Gilles Peress, Stephen Shore, Thomas Struth et Jeff Wall.

## Publications
- Jérusalem, Instants d’Eternité, Éditions Denoël, 1984.
- Israel, HarperCollins Harville, 1988.
- Marranes, Éditions de La Différence, 1992.
- Jews/America/A Representation, Abrams Books, 1996.
- Exile at Home, Abrams Books, 1998.
- Diaspora. Homelands in Exile, HarperCollins, 2003.
- An Archeology of Fear and Desire, Mack, 2014.
- (en) Frédéric Brenner, Zerheilt : Healed to Pieces, Berlin, Hatje Cantz Verlag, 2021, 168 p. (ISBN 978-3-7757-5103-2)

## Documentaire
- Les derniers marranes, un film de Frédéric Brenner et Stan Neumann, Les Films d’ici, 1990, 64 min[2].

## Expositions
Liste non exhaustive
- 1982 : Musée Nicéphore-Niépce, Chalon-sur-Saône
- 1983 : Consejo Mexicano de Photographias, Bellas Artes, Mexico City
- 1991 : Joods Historisch Museum, Amsterdam
- 1992 : International Center of Photography, New York
- 1990 : Rencontres d’Arles, Arles
- 1993 : Howard Greenberg Gallery, New York
- 1993 : Musée de l’Élysée, Lausanne
- 1994 : Rencontres d’Arles, Arles
- 1996 : Howard Greenberg Gallery, New York
- 2003 : Brooklyn Museum, New York
- 2004 : United Nations, New York
- 2021 : Zerheilt : Healed to Pieces, Musée juif de Berlin, du 3 septembre 2021 au 13 mars 2022[1]

## Prix et distinctions
- 1981 : Prix Niépce[3].
- 1992 : Villa Médicis hors les Murs
- 2003 : National Jewish Book Award